# VI Programa Marc de Recerca i Desenvolupament
El VI Programa Marc de Recerca i Desenvolupament (2002-2006) de la Unió Europea (UE) és una iniciativa comunitària de foment i suport a la recerca entre estats membres de la Unió.

## Característiques
Poden participar tant instituts de recerca públics i institucions com empreses privades innovadores.
El VI Programa Marc, pretén fomentar les recerques a llarg termini, (un dels problemes comuns és la pèrdua d'investigacions importants per falta de continuïtat al finançament). Una altra prioritat és l'obtenció d'un Espai Europeu de Recerca, una integració per la qual es facilitarà la col·laboració entre països i grups de treball.
- Pressupost: 17.500 milions d'euros. Per al finançament fins i tot d'un 50% dels treballs de recerca nacionals o privats. Es retallen els avenços.
- Actuacions addicionals: mobilitat, recerca a llarg termini, innovació, infraestructures, ciència i societat, cooperació internacional.
- Tenir millors possibilitats d'estudi.